# Print server

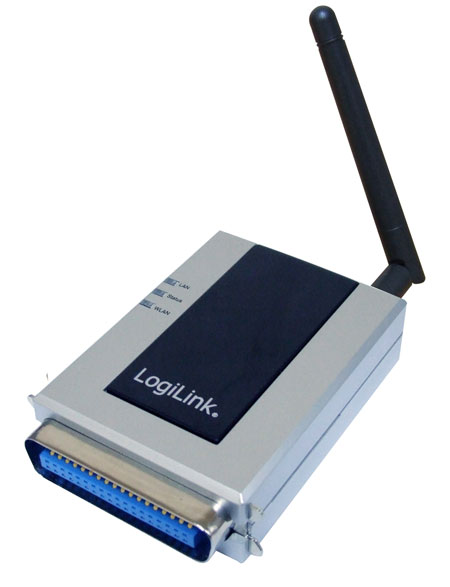
Un print server wireless

In informatica il termine print server definisce un dispositivo di rete in grado di fornire agli utenti di una rete informatica l'accesso e l'utilizzo ad una o più stampanti in modo da permetterne l'impiego o condivisione da parte di client diversi, a patto che questi abbiano le autorizzazioni necessarie per utilizzarle.
Diversi tipi di autorizzazioni possono definire se l'utente ha i diritti per cancellare le code di stampa (l'elenco dei processi di stampa in attesa di essere stampati) o effettuare altre operazioni quali mettere in pausa una stampa per avviarla successivamente.
Al giorno d'oggi, un print server è un adattatore che, fisicamente connesso da una parte ad una stampante (tramite porta USB, parallela o seriale), d'altra alla rete ne permette la condivisione a livello di rete stessa. Detto adattatore dispone di una memoria tampone di piccola dimensione, in grado di snellire la stampa di piccoli documenti di solo testo.
Per stampare con velocità documenti di grande dimensione, è necessario impiegare un print spooler.